# Bafatá
Bafatá är en ort i Guinea-Bissau. Den är huvudort för regionen Bafatá, i den centrala delen av landet, 110 km öster om huvudstaden Bissau. Bafatá ligger 11 meter över havet och folkmängden uppgår till cirka 30 000 invånare.

## Geografi
Terrängen runt Bafatá är platt. Runt Bafatá är det ganska tätbefolkat, med 96 invånare per kvadratkilometer. I omgivningarna runt Bafatá växer huvudsakligen savannskog.

## Kända personer från Bafatá
- Amílcar Cabral, 1924–1973